# Dolichoderus oviformis
Dolichoderus oviformis är en myrart som beskrevs av Théobald 1937. Dolichoderus oviformis ingår i släktet Dolichoderus och familjen myror. Inga underarter finns listade i Catalogue of Life.